# 구술주의
구술주의는 변론이나 증거조사를 말로 하여야 한다는 민사소송법 상 원칙이다.  프랑스대혁명 뒤의 근대법치국가가 요구한 재판의 공개라는 정치적 요구에 결합하기 위하여 생겨난 이념이다. 구술주의는 내용이 복잡한 사건의 경우에 이해하기 어렵고 기억, 기록하기 어려운 결점이 있지만, 말로 하는 진술은 신선하고 듣는 사람에게 강한 인상을 주며, 진술의 불명확, 모순을 직접 지적하는 것도 용이하고, 절차에 기동성을 부여하고, 직접주의나 공개주의와도 연결 짓기 쉽다는 이점이 있다. 현행 대한민국의 법은 당사자는 소송에 대하여 법원에서 변론하여야 한다고 하여 필수적 구술변론을 채택하고 있다. (민사소송법134조 1항 본문) 현재 심판의 기초를 이루는 중요한 소송행위에 대하여는 반드시 서면으로 할 것이 요구되고 있으며 소의 제기, 항소, 상고, 재심의 소, 항고, 소의 변경, 소의 취하, 관할의 합의, 소송고지 등이 그것이다. 탈락, 망각의 위험성이라는 구술주의의 단점에 대한 보완이다. 단 복잡한 사실관계, 상세한 이론의 전개가 필요한 경우에도 서면의 제출이 요구되며 변론의 준비를 위한 준비서면의 제출, 상고이유서의 제출 등이 그 예이다.

## 같이 보기
- 서면주의